# 健忘
健忘（けんぼう、英語: Amnesia）とは、記憶障害のうち、特に宣言的記憶の障害された状態を指す。宣言的記憶（陳述記憶）とは記憶のうち言語で表現できる種類のもの、エピソード記憶や意味記憶のことである。
一般的に言う「物忘れ」から「記憶喪失」まで含んだ概念である。
なお、この「健忘」の「健」は「甚だ」の意であり、「健闘」の「健」と同様である。

## 分類
健忘は様々な病態および症候の総称であり、いくつかの観点から分類ができる。

### 原因による分類
心因性心的外傷やストレスにさらされたことでおこる健忘。精神病理学的には解離の一種に分類され、解離性遁走や譫妄と合併することも多い。脳に器質的な障害はみられない。(解離性健忘)
外傷性頭部外傷をきっかけとしたもの。(外傷後健忘)
薬剤性精神作用のある薬剤の使用によるもの。飲酒によるものが体験されることが多く、睡眠薬・抗不安薬によるものもよく知られる。
症候性全身疾患の症状としての健忘。コルサコフ症候群、正常圧水頭症などでは代表的な症状である。
認知症（痴呆）認知症で健忘は必発であり、初期からみられる。また、神経の変性疾患で健忘そのものが症状である疾患もこれに分類される。

### 時間的関係による分類
前向性健忘受傷などをした時点以降の記憶が抜け落ちる状態。記憶障害回復後の出来事を記憶できない症状。記銘、すなわち新しい物事を覚えることができなくなってしまう状態。
逆行性健忘逆行性健忘とは、受傷・発症より前の記憶が抜け落ちた状態である。ある時点から過去、昔の記憶がなくなってしまう症状。記憶を呼び出す想起、の障害、つまりある地点から遡っての記憶が引き出せない状態のこと。
その他薬剤性のように、薬剤が有効である間の記憶がない場合は、睡眠薬であれば「中途覚醒時健忘」などと表現することがある。

### 思い出せない記憶の内容による分類
全健忘健忘の期間内の記憶すべてが思い出せない状態。
部分健忘期間内の記憶のうち、思い出せるものと思い出せないものが混在した状態。

## 疾患と診療
健忘を主症状とし、疾患概念の確立されたものには以下のようなものがある。

### 全生活史健忘（Generalized Amnesia）
発症以前の出生以来すべての自分に関する記憶が思い出せない（逆向性・全健忘）状態。自分の名前さえもわからず、「ここはどこ?私は誰?」という一般的に記憶喪失と呼ばれる状態である。「記憶喪失」と同視されている。障害されるのは主に自分に関する記憶であり、社会的なエピソードは覚えていることもある。
多くは心因性。まれに、頭部外傷をきっかけとして発症することがある。発症後、記憶は次第に戻ってくることが多い。治療としては、催眠療法で想起を促すことなどが行われる。

### 一過性全健忘（TGA:Transient Global Amnesia）
健康だった人が、突然前向性健忘をおこし、新しいことをまったく覚えられなくなるもの。自分の周囲の状況を把握できなくなるため本人は混乱し、同じ質問を繰り返す。
通常24時間以内に回復し、積極的な治療は不要なことが多い。ストレスの多い人に起こりやすく、側頭葉の血流低下が関与しているとみられている。

## 健忘を扱った作品

### ノンフィクション
- 『ぼくらはみんな生きている』『記憶喪失になったぼくが見た世界』- 事故により全生活史健忘となった坪倉優介の手記。

### フィクション
健忘はフィクションの設定としても多く用いられている。

## 記憶喪失者の法益の保護
記憶喪失者が保護された場合、警察が身元を調べて家族の元へ返すのが普通であるが、ごくまれに記憶喪失者の身元が全く判明しない場合がある。このような場合には取りあえずは生活保護を受けるなどして治療を行うが、長期間に渡って記憶が回復せず、身元も不明な場合には家庭裁判所に就籍許可申立を行い、仮名での戸籍を作ることができる。なお、本来は記憶喪失者を想定した制度ではなく捨て子や迷子などの身元不明者のための制度である。
申し立てが認められれば戸籍謄本と住民票が作成できるので、運転免許試験を受けて運転免許証の交付を受けることもできる。また、実印登録や不動産の登記や契約なども行うことができるので自動車や土地などを購入することも可能となる。
記憶喪失の状況如何によらず、身元が判明した場合には家庭裁判所に申告して仮の戸籍を抹消しなければならない。免許証などの交付を受けている場合はその旨を申告して再交付を受けなければならない。
- 根拠となる法律
  - 戸籍法第119条
  - 戸籍法第110条第1項
- 判例
  - 水戸家庭裁判所昭和63年10月7日審判・昭和62年（家）第687号
  - 詳細は就籍許可申立事件を参照